# 須賈
須賈（？—？），戰國時期魏國的官員，在魏昭王時擔任中大夫。
昭王三十二年（前275年），秦國丞相穰侯，带兵进攻魏国、魏将芒卯战败而逃，进入北宅，随即围攻大梁。魏国大夫须贾劝说穰侯道：“我听魏国的一位长吏对魏王说：‘从前梁惠王攻打赵国，取得了三梁，拿下邯郸；而赵王虽然战败也不肯割地，后来邯郸终于被赵国收复。齐国攻打卫国，拿下了国都，杀死了子良；而卫人即使受辱也决不割地，后来重获失去的国都。卫、赵两国之所以国家完整，军队强劲，土地不被诸侯兼并，是因他们能够忍受苦难，爱惜每寸土地。宋国、中山国屡遭进犯又屡次割地，结果国家随即灭亡。我认为卫国、赵国值得效法，而宋国、中山国则当引以为戒。秦国是个贪婪无厌，凶恶暴戾的国家，切勿亲近。它蚕食魏国，吞尽原属晋国之地，战胜暴鸢，割取八个县之多，土地来不及全部并入，可是军队又耀武扬威地出动了。秦国哪有什么满足的时候呢？现在又使芒卯败逃，开进了北宅，这并非敢于进攻魏都，而是威胁大王多要割地。大王切勿接受秦国要求。现若大王背弃楚国、赵国而与秦国讲和，楚、赵两国必定怨恨而背离大王，而与大王争相示好秦国，秦国必定接受它们做法。秦国挟制楚、赵两国的军队再攻魏都，那么魏国不会亡国的。望大王一定不要讲和。大王若求和，也要少割地并且要有人质作保；不然，必定上当受骗。’这是我在魏国所听到的，希望您据此来考虑是否围攻大梁。《周书》上说‘惟命不于常’，这就是说天赐的幸运无法屡次获得。秦国战胜暴鸢，割取八县，并非兵力精良，也非计谋高超巧妙，而主要来自运气。现秦国又打败了芒卯，兵入北宅，进而围攻大梁，如果把获得上天的眷顾视为常态，非聪明的人所想。据我所知，魏国已调集全部上百个县的精兵良将来保卫大梁，似乎不少于三十万人。以三十万的大军来守卫七丈高的城垣，我认为即使商汤、周武王死而复生，也难以攻下。后有楚、赵联军，要登七丈高的城垣，与三十万大军对垒，而且志在必得，我认为自古至今不曾有过。攻而不克，秦军必然疲惫不堪，大梁攻不下而陶邑却定要丧失，那就前功尽弃了。现在魏国正犹疑未决，希望您抓住楚、赵援军尚未到达大梁的时机，赶快以少割土地来收服魏国。魏国正当犹疑之际，会以少割土地换取大梁解围的对策，那么您的愿望就会实现了。楚、赵两国对于魏国抢先与秦国媾和，必然会大为恼火，必定争着讨好秦国，合纵即可因此瓦解，您随后即可从容个个击破。况且，获取土地并非仅通过军事，割取了原来的晋国土地，秦军不必攻坚，魏国就会乖乖地献出绛、安邑两城。此后您打开了河西、河东两条通道，原来宋国的土地也将被秦国所有，随即卫国必会献出单父。秦军不动兵卒，而您却能控制全面局势，有什么无法索取、无法成功呢！希望您仔细考虑是否围攻大梁，不要冒险。”穰侯赞同，于是停止攻梁，解围而去。
須賈出使齊國，與門客范雎同去，但聽說齊襄王賞識范雎，須賈因而向宰相魏齊誣告范雎是齊王的間諜，魏齊重笞范雎，范雎身受重傷，只好裝死，被丟在廁所中，最後，范雎在鄭安平與秦國使臣王稽的幫助下逃到秦國，化名為張祿，做了秦昭襄王的相國。
范雎鼓動秦昭襄王征討魏國，魏派中大夫須賈赴秦議和，范雎藉機與須賈相見，並欺騙須賈說，自己獲救未死，但極其潦倒，在秦國打零工維生。須賈誤信，對范雎的遭遇甚感同情，送給范雎一件綈袍。最後范雎揭露真實身分，告訴須賈，自己是堂堂的秦國宰相，故意測試須賈，既然須賈還有一點仁義之心，就不殺須賈了。而後范雎命令兩個囚犯，拿馬飼料餵食須賈，如同餵馬一般，加以羞辱。
范雎羞辱完須賈之後，要須賈回魏國，命魏王斬殺魏齊，否則秦兵將血洗大梁。